# Елчанинов, Георгий Георгиевич
Георгий Георгиевич Елчанинов (литературный псевдоним Егор Егоров. 7 [19] апреля 1870; Орловская губерния, Российская империя — август 1931; Москва, СССР) — полковник артиллерии русской армии, журналист, военный писатель-беллетрист, участник Русско-японской и Первой мировой войн. Георгиевский кавалер.

## Биография
Георгий Елчанинов родился в семье генерал-майора Георгия Ивановича Елчанинова (1836—1897). Православного вероисповедания.
Общее образование получил во 2-м Московском кадетском корпусе. 1 сентября 1887 года вступил в службу. Окончил 1-е военное Павловское училище по 1-му разряду.
10 августа 1889 года был произведён в подпоручики (ст. 9.08.1888) в 6-ю артиллерийскую бригаду. 13 декабря 1892 — в поручики (ст. 9.08.1892). 13 июля 1897 года, числясь в 3-й резервной артиллерийской бригаде и состоя в постоянном составе Офицерской артиллерийской школы, был произведён в штабс-капитаны (ст. 13.07.1897). 4 октября 1899 года уволен от службы за болезнью с чином капитана и с пенсией.
С началом в 1904 году Русско-японской войны, сформировав дружину добровольцев в Никольске-Уссурийском, также отправился добровольцем в поход в Северную Карею в составе 1-го Нерчинского казачьего полка Приамурской конной казачьей бригады.
20 августа 1905 года вновь был определён в службу с прежним чином штабс-капитана в 33-ю артиллерийскую бригаду. 22 августа 1908 года по выслуге лет был произведён в капитаны (ст. 17.05.1907). 24 февраля 1910 года переведён в Финляндскую артиллерийскую бригаду, а 1 августа того же года — в 3-й Финляндский стрелковый дивизион.
Участие в Первой мировой войне начал капитаном 3-го Финляндского стрелкового артиллерийского дивизиона. 3 августа 1914 года был назначен командующим 3-й батареи 37-й Артиллерийской бригады, а 31 августа того же года произведён в подполковники (ст. 31.08.1914) с утверждением в той должности. 23 марта 1915 года у д. Иезержаны был ранен в ногу навылет. 3 марта 1916 года был произведён в полковники (ст. 19.07.1915). С 30 августа 1916 года — командир 2-го дивизиона 37-й артиллерийской бригады, а с 12 марта 1917 — командир 1-го дивизиона 35-й артиллерийской бригады.
Летом — осенью 1918 года служил в Главархиве. Остался в СССР. Преподавал в Ленинградском химикотехнологическом институте.
В 1931 году был репрессирован по делу «Весна». В тюрьме лишился рассудка и был освобождён. Умер в августе того же года в Москве.

## Литературная деятельность
Литературная деятельность Елчанинова началась в 1892 году статьями в журнале «Разведчик» и газете «Русский инвалид» по строевым артиллерийским вопросам. В 1906 году он печатался в «Военном голосе», а с 1907 года постоянно сотрудничал в «Разведчике» (под псевдонимом Егор Егоров), помещая, кроме того, отдельные статьи в «Братской помощи», «Русском инвалиде», «Интендантском журнале», «Голосе Москвы», Киевлянине и других периодических изданиях.
Особую популярность в армии Егорову доставили сборники рассказов «Военные рассказы» (Санкт-Петербург, 1910) и «Очерки войсковой жизни» (Санкт-Петербург, 1912), в которых он выказал себя талантливым юмористом и знатоком мелочей армейской жизни и условий «провиантско-приварочно-фуражно-вещевого существования» нашего строевого офицера. Книги Е. Егорова, проникнутые «смехом сквозь слёзы», вызвали ряд одобрительных отзывов в общественной и военной прессе. («Вестовой» 1912 год, № 184, там же портрет Елчанинова).

## Награды
- Орден Святого Станислава 3-й степени (утв. 22.12.1907)
- Орден Святой Анны 3-й степени (ВП 23.12.1907)
- Орден Святого Станислава 2-й степени (ВП 14.01.1910; с 06.12.1909)
- Георгиевское оружие (ВП 03.01.1915)
- Орден Святой Анны 2-й степени с мечами (ВП 11.01.1915)
- Орден Святого Владимира 4-й ст. с мечами и бантом (ВП 22.02.1915)
- мечи к ордену Св. Станислава 2-й степени (ВП 03.03.1915)
- мечи и бант к ордену Св. Анны 3-й степени (утв. ВП 08.12.1915)
- мечи и бант к ордену Св. Станислава 3-й степени (утв. ВП 11.05.1916)
- Орден Святого Георгия 4-й степени (Приказ по 11-й армии от 25.09.1917 № 676)
- Орден Святого Владимира 3-й степени с мечами (ПАФ 23.10.1917)

## Семья
- Мать — Мария Андреевна Елчанинова (1845—15.09.1919[9])
- Братья — полковник Сергей Георгиевич Елчанинов (1874—)[10] и военный писатель, учёный в области военного дела, генерал-майор Андрей Георгиевич Елчанинов (1868—1918).
- Жена — Анисия Ивановна Елчанинова (1881—1952, род. в Псковской губернии[4]).
  - Дочь — Мария Георгиевна Елчанинова (в замужестве Фейнберг, 1907—1976); с 1927 года была замужем за инженером-путейцем Евсеем Борисовичем Фейнбергом (1905—1938, расстрелян), начальником стройотдела Московско-Белорусско-Балтийской железной дороги (1928—1933) и Московско-Казанской железной дороги (1933), затем главным инженером Мостотреста Наркомата путей сообщения СССР.
    - Внучка — Татьяна Евсеевна Алексина (урождённая Фейнберг, 1932—2014), автор книги воспоминаний «Неужели это было?..», жена писателя А. Г. Алексина[11][12].

  - Сын — Сергей Георгиевич Елчанинов (1901—1941).
    - Внучка — Ирина Сергеевна Елчанинова (Ган) (род. 1935).